# قرموط صهبرة
قرية قرموط صهبرة هي إحدى القرى التابعة لمركز ديرب نجم في محافظة الشرقية في جمهورية مصر العربية. حسب إحصاءات سنة 2006، بلغ إجمالي السكان في قرموط صهبرة 6533 نسمة، منهم 3503 رجل و3030 امرأة.